# Tomoki Kobayashi
Tomoki Kobayashi (小林 智樹 Kobayashi Tomoki?, nacido el 6 de diciembre de 1969 en la prefectura de Aichi, Japón) es un director de anime. Su debut como director se inició en abril de 1998, con su participación en el cuarto episodio de serie Brain Powerd, producida por el estudio Sunrise. Es mayormente conocido por su trabajo en las adaptaciones al anime de videojuegos como Tears to Tiara y Utawarerumono, de la compañía japonesa Leaf. También es conocido por la adaptación del manga Akame Ga Kill al anime.

## Trabajos
A continuación se muestran algunos de sus trabajos más destacados como director de anime y animaciones originales.
Anime
- Amagami — Director de episodio (2010)
- Akame Ga Kill! — Director (2014)
- Chobits — Director de episodio (2002)
- Galaxy Angel — Equipo de dirección (2001-2004)
- Galaxy Angel II — Equipo de dirección, guion gráfico (2006)
- Hamtaro — Storyboard (2000-2006)
- Rozen Maiden — Director de episodio (2004)
- Sola — Director (2007)
- Tears to Tiara — Director (2009)
- Utawarerumono — Director, storyboard (2006)

Animaciones originales
- Ichigo 100% — Director (2004)